# Tales from the Crypt
Tales from the Crypt — третий альбом американского рэпера C-Bo, выпущенный 15 июня 1995 года на лейбле AWOL Records. Альбом дебютировал на 99 строчке чарта Billboard 200 и на 4 строчке Top R&B/Hip-Hop Albums. Альбом содержит совместный трек с E-40, «Birds in the Kitchen», который был выпущен как сингл, и на него был снят видеоклип.
15 октября 2002 на собственном лейбле C-Bo, West Coast Mafia Records, было выпущено переиздание Tales from the Crypt.

## Список композиций
1. «Jackin’ and Assassin’» — 0:08
2. «Murder That He Ritt» — 3:51
3. «Free Style» (с участием Mississippi) — 5:12
4. «Hard Core» — 3:44
5. «Want to Be a „G“» — 3:12
6. «Stompin’ In My Steel Toes» (с участием Marvaless) — 4:01
7. «Birds In the Kitchen» (с участием E-40) — 4:30
8. «187 Dance» — 4:05
9. «Groovin’ On Sunday» (радио) (с участием Mississippi) — 3:06
10. «Who Ride» (с участием Snap) — 3:07
11. «Take It How You Want Too» (с участием Marvaless) — 3:58
12. «Ain’t No Sunshine» (с участием Tuna Bug & Mississippi) — 4:10

## Позиции в чартах
| Чарт (1995)                           | Высшая позиция |
| ------------------------------------- | -------------- |
| U.S. Billboard 200                    | 99             |
| U.S. Billboard Top R&B/Hip-Hop Albums | 4              |